# Сааведра (Чили)
Сааведра (исп. Saavedra) — коммуна в Чили. Административный центр коммуны — посёлок Пуэрто-Сааведра. Население — 2679 человек (2002). Посёлок и коммуна входит в состав провинции Каутин и области Араукания.
Территория коммуны — 400,8 км². Численность населения — 13 736 жителей (2007). Плотность населения — 34,27 чел./км².
Как коммуна Сааведра представляет собой административное деление третьего уровня в Чили, которым управляет муниципальный совет, возглавляемый алькальдом. Избирается прямым голосованием каждые 4 года.

## Расположение
Посёлок Пуэрто-Сааведра расположен в 72 км на запад от административного центра области города Темуко.
Коммуна граничит:
- на севере — c коммуной Карауэ
- на востоке — с коммуной Карауэ
- на юге — c коммуной Теодоро-Шмидт

На западе коммуны расположен Тихий океан.

## Демография
Согласно сведениям, собранным в ходе переписи Национальным институтом статистики, население коммуны составляет 13 736 человек, из которых 7057 мужчин и 6679 женщин.
Население коммуны составляет 1,47 % от общей численности населения области Араукания. 74,73 % относится к сельскому населению и 25,27 % — городское население.

## Известные уроженцы
- Фонсека, Рикардо  (1906—1949) — деятель рабочего и коммунистического движения Чили.